# Menkare
Menkare és el nom esmentat en segon lloc en la llista d'Abidos, per als faraons de la dinastia VII. Es considera molt probable que es tracti de la reina Nitokris, de la qual el nom Sa Ra es creu que fou Menkare. Manethó esmenta Nitokris i la confon amb Menkaure, de ben segur a causa del seu nom de regnat, atribuint-li erròniament la tercera piràmide.